# Telemark-Weltcup 2013
Der Telemark-Weltcup 2013 war eine vom Weltskiverband FIS zwischen 12. Januar und dem 7. März 2013 in Europa ausgetragene Wettkampfserie im Telemarken. Vom 9. und 10. Februar 2013 fanden im französischen Chamonix-Mont-Blanc die Telemark-Junioren-Weltmeisterschaften und vom 11. bis 15. März 2013 im spanischen Espot die Telemark-Weltmeisterschaften statt.

## Austragungsorte
Bohinj:
- 12. Januar 2013
- 13. Januar 2013
- 15. Januar 2013

 Rauris:
- 18. Januar 2013
- 19. Januar 2013

 Chamonix-Mont-Blanc:
- 9. Februar 2013
- 10. Februar 2013

 Rjukan:
- 28. Februar 2013
- 1. März 2013
- 2. März 2013

 Geilo:
- 5. März 2013
- 6. März 2013
- 7. März 2013

## Teilnehmer
Sportlerinnen und Sportler aus 14 Nationen nahmen an der Telemark-Weltcup 2013 teil.
- Deutschland
- Frankreich
- Finnland
- Italien
- Japan
- Kanada
- Norwegen
- Slowenien
- Schweden
- Schweiz
- Tschechien
- Ungarn
- Vereinigte Staaten
- Vereinigtes Königreich

## Männer

### Resultate
| 1. Weltcup in Bohinj, 12. Januar 2013 – 15. Januar 2013 | 1. Weltcup in Bohinj, 12. Januar 2013 – 15. Januar 2013 | 1. Weltcup in Bohinj, 12. Januar 2013 – 15. Januar 2013 | 1. Weltcup in Bohinj, 12. Januar 2013 – 15. Januar 2013 | 1. Weltcup in Bohinj, 12. Januar 2013 – 15. Januar 2013 |
| ------------------------------------------------------- | ------------------------------------------------------- | ------------------------------------------------------- | ------------------------------------------------------- | ------------------------------------------------------- |
| Datum                                                   | Disziplin                                               | Erster Platz                                            | Zweiter Platz                                           | Dritter Platz                                           |
| 12. Januar 2013 (Sa.)                                   | Sprint                                                  | Mattias Wagenius                                        | Philippe Lau                                            | Jonas Schmid                                            |
| 13. Januar 2013 (So.)                                   | Sprint                                                  | Philippe Lau                                            | Mattias Wagenius                                        | Jonas Schmid                                            |
| 15. Januar 2013 (Di.)                                   | Sprint                                                  | Wettkampf abgesagt                                      | Wettkampf abgesagt                                      | Wettkampf abgesagt                                      |

| 2. Weltcup in Rauris, 18. Januar 2013 und 19. Januar 2013 | 2. Weltcup in Rauris, 18. Januar 2013 und 19. Januar 2013 | 2. Weltcup in Rauris, 18. Januar 2013 und 19. Januar 2013 | 2. Weltcup in Rauris, 18. Januar 2013 und 19. Januar 2013 | 2. Weltcup in Rauris, 18. Januar 2013 und 19. Januar 2013 |
| --------------------------------------------------------- | --------------------------------------------------------- | --------------------------------------------------------- | --------------------------------------------------------- | --------------------------------------------------------- |
| Datum                                                     | Disziplin                                                 | Erster Platz                                              | Zweiter Platz                                             | Dritter Platz                                             |
| 18. Januar 2013 (Fr.)                                     | Sprint                                                    | Philippe Lau                                              | Sondre Kristenstuen                                       | Bastien Dayer                                             |
| 19. Januar 2013 (Sa.)                                     | Classic                                                   | Jonas Schmid                                              | Mattias Wagenius                                          | Bastien Dayer                                             |

| 3. Weltcup in Chamonix-Mont-Blanc, 9. Februar 2013 und 10. Februar 2013 | 3. Weltcup in Chamonix-Mont-Blanc, 9. Februar 2013 und 10. Februar 2013 | 3. Weltcup in Chamonix-Mont-Blanc, 9. Februar 2013 und 10. Februar 2013 | 3. Weltcup in Chamonix-Mont-Blanc, 9. Februar 2013 und 10. Februar 2013 | 3. Weltcup in Chamonix-Mont-Blanc, 9. Februar 2013 und 10. Februar 2013 |
| ----------------------------------------------------------------------- | ----------------------------------------------------------------------- | ----------------------------------------------------------------------- | ----------------------------------------------------------------------- | ----------------------------------------------------------------------- |
| Datum                                                                   | Disziplin                                                               | Erster Platz                                                            | Zweiter Platz                                                           | Dritter Platz                                                           |
| 9. Februar 2013 (Sa.)                                                   | Sprint                                                                  | Tobias Müller                                                           | Philippe Lau                                                            | Mattias Wagenius                                                        |
| 10. Februar 2013 (So.)                                                  | Classic                                                                 | Mattias Wagenius                                                        | Philippe Lau                                                            | Antoine Bouvier                                                         |

| 4. Weltcup in Rjukan, 28. Februar 2013 und 1. März 2013 | 4. Weltcup in Rjukan, 28. Februar 2013 und 1. März 2013 | 4. Weltcup in Rjukan, 28. Februar 2013 und 1. März 2013 | 4. Weltcup in Rjukan, 28. Februar 2013 und 1. März 2013 | 4. Weltcup in Rjukan, 28. Februar 2013 und 1. März 2013 |
| ------------------------------------------------------- | ------------------------------------------------------- | ------------------------------------------------------- | ------------------------------------------------------- | ------------------------------------------------------- |
| Datum                                                   | Disziplin                                               | Erster Platz                                            | Zweiter Platz                                           | Dritter Platz                                           |
| 28. Februar 2013 (Do.)                                  | Parallel-Sprint                                         | Antoine Bouvier                                         | Bastien Dayer                                           | Philippe Lau                                            |
| 1. März 2013 (Fr.)                                      | Parallel-Sprint                                         | Philippe Lau                                            | Tobias Müller                                           | Mattias Wagenius                                        |

| 5. Weltcup in Geilo, 5. März 2013 – 7. März 2013 | 5. Weltcup in Geilo, 5. März 2013 – 7. März 2013 | 5. Weltcup in Geilo, 5. März 2013 – 7. März 2013 | 5. Weltcup in Geilo, 5. März 2013 – 7. März 2013 | 5. Weltcup in Geilo, 5. März 2013 – 7. März 2013 |
| ------------------------------------------------ | ------------------------------------------------ | ------------------------------------------------ | ------------------------------------------------ | ------------------------------------------------ |
| Datum                                            | Disziplin                                        | Erster Platz                                     | Zweiter Platz                                    | Dritter Platz                                    |
| 5. März 2013 (Di.)                               | Sprint                                           | Tobias Müller                                    | Mattias Wagenius                                 | Philippe Lau                                     |
| 6. März 2013 (Mi.)                               | Classic                                          | Tobias Müller                                    | Mattias Wagenius                                 | Jonas Schmid                                     |
| 7. März 2013 (Do.)                               | Parallel-Sprint                                  | Chris Lau                                        | Antoine Bouvier                                  | Mattias Wagenius                                 |

## Wertungen
| Rang | Name                 | Punkte |
| ---- | -------------------- | ------ |
| 01.  | Mattias Wagenius     | 769    |
| 02.  | Philippe Lau         | 754    |
| 03.  | Tobias Müller        | 572    |
| 04.  | Antoine Bouvier      | 472    |
| 05.  | Chris Lau            | 449    |
| 06.  | Bastien Dayer        | 444    |
| 07.  | Jonas Schmid         | 406    |
| 08.  | Carl Jørgen Holst    | 353    |
| 09.  | Olle Collberg        | 310    |
| 10.  | Thomas Sand Nordberg | 300    |
| 11.  | Clement Bergeretti   | 264    |
| 12.  | Sondre Kristenstuen  | 260    |
| 13.  | Luka Pintar          | 252    |
| 14.  | Nicolas Michel       | 232    |
| 15.  | Sven Lau             | 225    |
| 16.  | Trym Løken           | 209    |
| 17.  | Derek Garzon Bouvier | 201    |

| Rang | Name                  | Punkte |
| ---- | --------------------- | ------ |
| 18.  | Amund Valde           | 152    |
| 19.  | Reto Niederberger     | 146    |
| 20.  | Lasse Sköre           | 116    |
| 21.  | Igor Fiard            | 109    |
| 22.  | Thomas Rufer          | 102    |
| 23.  | Saso Ales             | 094    |
| 24.  | Jure Ales             | 081    |
| 25.  | Benedikt Holzmann     | 074    |
| 26.  | Shane Landreville     | 072    |
| 27.  | Matti Lopez           | 063    |
| 28.  | Charlie Fradet        | 047    |
| 29.  | Sebastian Ingebretsen | 046    |
| 30.  | Adne Kristenstuen     | 042    |
| 31.  | Gaetan Procureur      | 041    |
| 32.  | Vidar Helde Kjølseth  | 037    |
| 33.  | Hidetaka Ueno         | 028    |
|      | Tanner Visnick        | 028    |

| Rang | Name                | Punkte |
| ---- | ------------------- | ------ |
| 35.  | Niki Juurinen       | 026    |
| 36.  | Moritz Hamberger    | 025    |
| 37.  | Cory Snyder         | 022    |
| 38.  | Aurelien Ferney     | 018    |
| 39.  | Kamil Dostal        | 016    |
| 40.  | Christopher Stewart | 014    |
| 41.  | Ondrej Hegar        | 013    |
| 42.  | Davide Dallago      | 012    |
|      | Michael Zwahlen     | 012    |
| 44.  | Tommy Gogolen       | 009    |
|      | Guillaume Issautier | 009    |
|      | Rok Smejic          | 009    |
| 47.  | Toni Trojer         | 008    |
| 48.  | Julien Nicaty       | 004    |
| 49.  | Jack Harvard Taylor | 001    |
|      | Nicolas Le Garrec   | 001    |

| Rang | Name                 | Punkte |
| ---- | -------------------- | ------ |
| 01.  | Mattias Wagenius     | 260    |
| 02.  | Tobias Müller        | 200    |
|      | Jonas Schmid         | 200    |
| 04.  | Philippe Lau         | 161    |
| 05.  | Bastien Dayer        | 127    |
| 06.  | Clement Bergeretti   | 126    |
| 07.  | Antoine Bouvier      | 116    |
| 08.  | Trym Løken           | 091    |
| 09.  | Chris Lau            | 090    |
| 10.  | Sondre Kristenstuen  | 081    |
| 11.  | Thomas Sand Nordberg | 072    |
| 12.  | Nicolas Michel       | 067    |
| 13.  | Carl Jørgen Holst    | 064    |
| 14.  | Olle Collberg        | 059    |
| 15.  | Sven Lau             | 045    |

| Rang | Name                 | Punkte |
| ---- | -------------------- | ------ |
| 01.  | Philippe Lau         | 420    |
| 02.  | Mattias Wagenius     | 349    |
| 03.  | Tobias Müller        | 232    |
| 04.  | Carl Jørgen Holst    | 189    |
| 05.  | Bastien Dayer        | 183    |
| 06.  | Olle Collberg        | 171    |
| 07.  | Chris Lau            | 169    |
| 08.  | Sondre Kristenstuen  | 159    |
| 09.  | Antoine Bouvier      | 156    |
| 10.  | Luka Pintar          | 150    |
| 11.  | Thomas Sand Nordberg | 148    |
| 12.  | Jonas Schmid         | 145    |
| 13.  | Nicolas Michel       | 111    |
| 14.  | Sven Lau             | 100    |
| 15.  | Derek Garzon Bouvier | 094    |

| Rang | Name                 | Punkte |
| ---- | -------------------- | ------ |
| 01.  | Antoine Bouvier      | 200    |
| 02.  | Chris Lau            | 190    |
| 03.  | Philippe Lau         | 173    |
| 04.  | Mattias Wagenius     | 160    |
| 05.  | Tobias Müller        | 140    |
| 06.  | Bastien Dayer        | 134    |
| 07.  | Carl Jørgen Holst    | 100    |
| 08.  | Clement Bergeretti   | 090    |
| 09.  | Olle Collberg        | 080    |
|      | Thomas Sand Nordberg | 080    |
|      | Luka Pintar          | 080    |
|      | Sven Lau             | 080    |
| 13.  | Derek Garzon Bouvier | 069    |
| 14.  | Jonas Schmid         | 061    |
| 15.  | Amund Valde          | 056    |

## Frauen

### Resultate
| 1. Weltcup in Bohinj, 12. Januar 2013 – 15. Januar 2013 | 1. Weltcup in Bohinj, 12. Januar 2013 – 15. Januar 2013 | 1. Weltcup in Bohinj, 12. Januar 2013 – 15. Januar 2013 | 1. Weltcup in Bohinj, 12. Januar 2013 – 15. Januar 2013 | 1. Weltcup in Bohinj, 12. Januar 2013 – 15. Januar 2013 |
| ------------------------------------------------------- | ------------------------------------------------------- | ------------------------------------------------------- | ------------------------------------------------------- | ------------------------------------------------------- |
| Datum                                                   | Disziplin                                               | Erster Platz                                            | Zweiter Platz                                           | Dritter Platz                                           |
| 12. Januar 2013 (Sa.)                                   | Sprint                                                  | Amélie Reymond                                          | Sigrid Rykhus                                           | Lisa Englund                                            |
| 13. Januar 2013 (So.)                                   | Sprint                                                  | Sigrid Rykhus                                           | Amélie Reymond                                          | Lisa Englund                                            |
| 15. Januar 2013 (Di.)                                   | Sprint                                                  | Wettkampf abgesagt                                      | Wettkampf abgesagt                                      | Wettkampf abgesagt                                      |

| 2. Weltcup in Rauris, 18. Januar 2013 und 19. Januar 2013 | 2. Weltcup in Rauris, 18. Januar 2013 und 19. Januar 2013 | 2. Weltcup in Rauris, 18. Januar 2013 und 19. Januar 2013 | 2. Weltcup in Rauris, 18. Januar 2013 und 19. Januar 2013 | 2. Weltcup in Rauris, 18. Januar 2013 und 19. Januar 2013 |
| --------------------------------------------------------- | --------------------------------------------------------- | --------------------------------------------------------- | --------------------------------------------------------- | --------------------------------------------------------- |
| Datum                                                     | Disziplin                                                 | Erster Platz                                              | Zweiter Platz                                             | Dritter Platz                                             |
| 18. Januar 2013 (Fr.)                                     | Sprint                                                    | Amélie Reymond                                            | Sigrid Rykhus                                             | Lisa Englund                                              |
| 19. Januar 2013 (Sa.)                                     | Classic                                                   | Amélie Reymond                                            | Sigrid Rykhus                                             | Lisa Englund                                              |

| 3. Weltcup in Chamonix-Mont-Blanc, 9. Februar 2013 und 10. Februar 2013 | 3. Weltcup in Chamonix-Mont-Blanc, 9. Februar 2013 und 10. Februar 2013 | 3. Weltcup in Chamonix-Mont-Blanc, 9. Februar 2013 und 10. Februar 2013 | 3. Weltcup in Chamonix-Mont-Blanc, 9. Februar 2013 und 10. Februar 2013 | 3. Weltcup in Chamonix-Mont-Blanc, 9. Februar 2013 und 10. Februar 2013 |
| ----------------------------------------------------------------------- | ----------------------------------------------------------------------- | ----------------------------------------------------------------------- | ----------------------------------------------------------------------- | ----------------------------------------------------------------------- |
| Datum                                                                   | Disziplin                                                               | Erster Platz                                                            | Zweiter Platz                                                           | Dritter Platz                                                           |
| 9. Februar 2013 (Sa.)                                                   | Sprint                                                                  | Sigrid Rykhus                                                           | Lisa Englund                                                            | Laura Grenier-Soliget                                                   |
| 10. Februar 2013 (So.)                                                  | Classic                                                                 | Sigrid Rykhus                                                           | Amélie Reymond                                                          | Johanna Holzmann                                                        |

| 4. Weltcup in Rjukan, 28. Februar 2013 und 1. März 2013 | 4. Weltcup in Rjukan, 28. Februar 2013 und 1. März 2013 | 4. Weltcup in Rjukan, 28. Februar 2013 und 1. März 2013 | 4. Weltcup in Rjukan, 28. Februar 2013 und 1. März 2013 | 4. Weltcup in Rjukan, 28. Februar 2013 und 1. März 2013 |
| ------------------------------------------------------- | ------------------------------------------------------- | ------------------------------------------------------- | ------------------------------------------------------- | ------------------------------------------------------- |
| Datum                                                   | Disziplin                                               | Erster Platz                                            | Zweiter Platz                                           | Dritter Platz                                           |
| 28. Februar 2013 (Do.)                                  | Parallel-Sprint                                         | Sigrid Rykhus                                           | Amélie Reymond                                          | Lisa Englund                                            |
| 1. März 2013 (Fr.)                                      | Parallel-Sprint                                         | Sigrid Rykhus                                           | Amélie Reymond                                          | Lisa Englund                                            |

| 5. Weltcup in Geilo, 5. März 2013 – 7. März 2013 | 5. Weltcup in Geilo, 5. März 2013 – 7. März 2013 | 5. Weltcup in Geilo, 5. März 2013 – 7. März 2013 | 5. Weltcup in Geilo, 5. März 2013 – 7. März 2013 | 5. Weltcup in Geilo, 5. März 2013 – 7. März 2013 |
| ------------------------------------------------ | ------------------------------------------------ | ------------------------------------------------ | ------------------------------------------------ | ------------------------------------------------ |
| Datum                                            | Disziplin                                        | Erster Platz                                     | Zweiter Platz                                    | Dritter Platz                                    |
| 5. März 2013 (Di.)                               | Sprint                                           | Sigrid Rykhus                                    | Amélie Reymond                                   | Lisa Englund                                     |
| 6. März 2013 (Mi.)                               | Classic                                          | Amélie Reymond                                   | Sigrid Rykhus                                    | Lisa Englund                                     |
| 7. März 2013 (Do.)                               | Parallel-Sprint                                  | Amélie Reymond                                   | Sigrid Rykhus                                    | Mathilde Ilebrekke                               |

## Wertungen
| Rang | Name                  | Punkte |
| ---- | --------------------- | ------ |
| 01.  | Sigrid Rykhus         | 1000   |
| 02.  | Amélie Reymond        | 0900   |
| 03.  | Lisa Englund          | 0655   |
| 04.  | Mathilde Ilebrekke    | 0506   |
| 05.  | Johanna Holzmann      | 0410   |
| 06.  | Simone Oehrli         | 0390   |
| 07.  | Laura Grenier-Soliget | 0316   |
| 08.  | Madi Mckinstry        | 0280   |
| 09.  | Nina Steinhauer       | 0258   |

| Rang | Name                 | Punkte |
| ---- | -------------------- | ------ |
| 10.  | Ida Gresaker         | 0248   |
| 11.  | Jasmin Taylor        | 0225   |
| 12.  | Argeline Tan-Bouquet | 0202   |
| 13.  | Sandra Fuhrer        | 0182   |
| 14.  | Guro Helde Kjoelseth | 0146   |
| 15.  | Sara Fiskaa Haugen   | 0132   |
| 16.  | Kaline Osaki         | 0080   |
| 17.  | Zoë Taylor           | 0078   |
| 18.  | Thea Smedheim Lunde  | 0076   |

| Rang | Name                    | Punkte |
| ---- | ----------------------- | ------ |
|      | Pia Minken              | 0076   |
|      | Anna Morrissey          | 0076   |
| 21.  | Barbora Vancurova       | 0053   |
| 22.  | Gunnhild Sofie Vangsnes | 0049   |
| 23.  | Nolwenn Faivre          | 0044   |
| 24.  | Sandrine Meyer          | 0040   |
| 25.  | Camille Waechter        | 0027   |
| 26.  | Amelie Cotter           | 0025   |
| 27.  | Hanne Heggset           | 0022   |

## Mixed-Team-Wettkämpfe
| 4. Weltcup in Rjukan, 2. März 2013 | 4. Weltcup in Rjukan, 2. März 2013 | 4. Weltcup in Rjukan, 2. März 2013 | 4. Weltcup in Rjukan, 2. März 2013 | 4. Weltcup in Rjukan, 2. März 2013 |
| ---------------------------------- | ---------------------------------- | ---------------------------------- | ---------------------------------- | ---------------------------------- |
| Datum                              | Disziplin                          | Erster Platz                       | Zweiter Platz                      | Dritter Platz                      |
| 2. März 2013 (Sa.)                 | Team Parallel-Sprint               | Norwegen                           | Deutschland                        | Frankreich                         |